# Google Cultural Institute
Google文化学院是Google在2011年发布Google藝術計劃之后推出的一个项目。文化学院2011年发布，42件新展品在2012年10月10日上线。它是“使重要的文化资料能被所有人访问和数字化保存以教育和激励下一代的一项努力。”至2013年6月，文化学院涵盖6百万条目——照片、影像和文件。文化学院与多个机构合作进行展览并是档案内容可通过网络访问，包括大英博物馆、以色列猶太大屠殺紀念館、弗洛伦萨的伽利略博物馆、奥斯威辛 - 比克瑙博物馆和华沙的波兰历史博物馆。
文化学院包括：Google艺术计划——提供40多个国家的博物馆艺术品高清图像；世界奇观项目——呈现世界遗产遗址的三维再现；还有档案展览，很多都是与世界各地博物馆的合作成果。

## 外部連結
- 官方網站 （页面存档备份，存于）